# 新聞橋
《新聞橋》是台灣三台聯播的新聞評議節目，播出期間是1989年10月8日至2000年11月7日，播出時間是每週日20時至20時10分（1999年10月改為週一早晨），每集長10分鐘，共播出570集，標舉「新聞評議，大家參與」原則對新聞媒體提出觀察與建議。製作單位是中華民國新聞評議委員會（新聞評議會）。台視、中視、華視僅提供技術支援及輪流擔任聯播主播，不涉足節目內容。
《新聞橋》開播時提供「請聽我說」申訴專線（(02)509-2828），也開放觀眾寄信申訴；在撥接上網普及後，《新聞橋》開放觀眾寄電子郵件申訴。